# SN 1948A
SN 1948A – supernowa odkryta 5 marca 1948 roku w galaktyce NGC 4699. W momencie odkrycia miała jasność 17,00m.